# Škorpion vz. 61
Škorpion vz. 61 là loại súng tiểu liên do Miroslav Rybář thiết kế vào cuối những năm 1950 tại Tiệp Khắc. Súng được phát triển với mục đích trang bị một loại vũ khí tự vệ mạnh hơn súng ngắn nhưng cũng không quá cồng kềnh khó chịu cho các đơn vị không thuộc bộ binh khác nhau. Mẫu thử nghiệm đầu tiên hoàn thành năm 1959, nó được thông qua và chế tạo năm 1961 với tên SA Vz. 61 (Samopal Vzor 1961). Loại súng này được sử dụng trong nhiều đơn vị của lực lượng quân đội Tiệp Khắc cũng như được xuất khẩu với số lượng lớn. Nhiều lực lượng đặc nhiệm cũng thích dùng loại súng này do nó sử dụng loại đạn 7.65×17mm Browning (.32 ACP) có thể dễ dàng giảm âm đến im lặng khi bắn. Nam Tư (sau là Serbia) hiện đang giữ bản quyền chế tạo loại súng này và nó cũng được trang bị với số lượng lớn cho các sĩ quan của nước này. Vz. 61 cũng được nhiều nhóm bị xem là khủng bố những người thích các loại vũ khí nhỏ dễ cất dấu cũng như yên lặng khi bắn sử dụng. Súng cũng có thể bắn bằng một tay.

## Thiết kế
Vz. 61 sử dụng cơ chế nạp đạn blowback và bắn với bolt đóng. Nút điều chỉnh chế độ bắn của súng có 3 chế độ là khóa an toàn, phát một và tự động. Loại đạn mà súng sử dụng tạo ra rất ít độ giật điều này làm cho chơ chế nạp đạn blowback trở nên hiệu quả hơn khi nó không làm tăng lực giật của súng. Vỏ đạn sẽ được đẩy qua khe phía trên thân súng, nó cũng có thêm một lò xo để đẩy vỏ đạn ra ngoài tránh việc vỏ đạn không chịu văng ra ngoài. Súng sử dụng bolt bọc nòng để giảm chiều dài của súng. Do ban đầu súng có tốc độ bắn đến 1000 viên/phút nên bolt sau đó đã được thiết kế để hãm tốc độ bắn xuống còn 850 viên/phút, việc này được thực hiện bằng hai lò xo.
Nút kéo lên đạn nằm ở hai bên thân súng. Hộp đạn của súng có hai hàng với nhiều mẫu có chiều dài khác nhau. Báng súng dạng khung có thể gấp lên trên để tiết kiệm không gian khi di chuyển cũng như có trọng lượng nhẹ nhất có thể.
Khi quân đội Tiệp Khắc thông qua việc sử dụng loại đạn 9×18mm Makarov của Liên Xô năm 1982 thì loại súng này đã được thiết kế lại một chút để có thể sử dụng loại đạn mạnh hơn này. Mẫu xuất khẩu của loại súng này thì sử dụng loại đạn 9×17mm (.380 ACP) thông dụng của phương Tây.